# 防静电袋

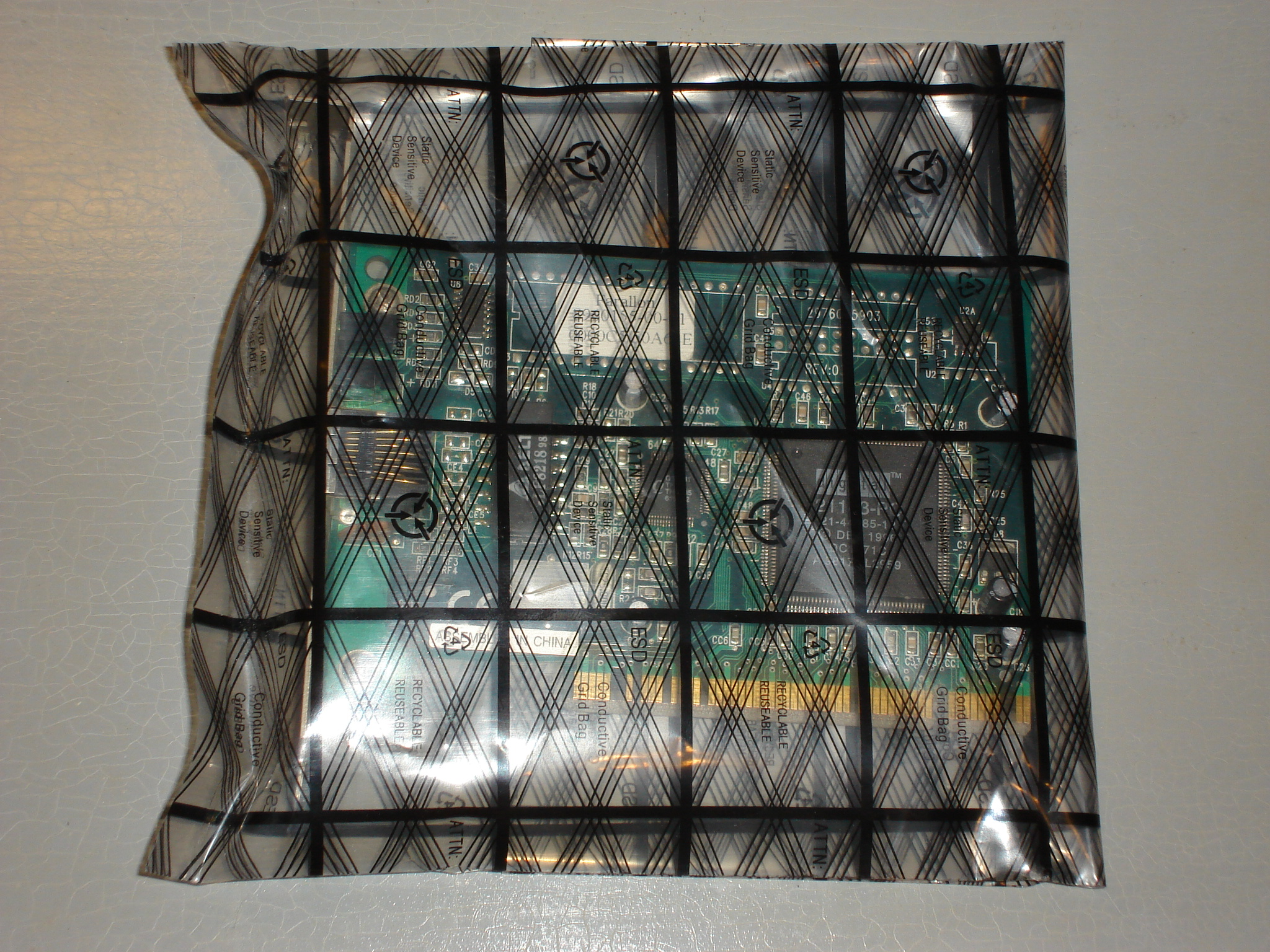
裝有网卡的防静电袋

防静电袋是用于存放电子元件的袋子，因为电子元件容易受到静电放电的损害。这些袋子通常是由聚对苯二甲酸乙二酯製成。
導電防靜電袋由一層導電金屬（通常為鋁）和一層塗有靜電耗散塗層的塑膠介電層製成。這不僅形成了屏蔽層，也形成了非導電屏障，透過法拉第籠效應保護袋內物品免受靜電荷的影響。這些袋子通常適用於較敏感的零件，但也可用於火花可能造成危險的環境，例如飛機和醫院的富氧區域。然而，金屬袋比非金屬袋更易碎，因為任何刺破都會損害屏蔽層的完整性。此外，它們的保質期有限，因為金屬基材會隨著時間的推移而變質。由於金屬層，這些袋子通常呈灰色或銀色，但仍保持一定程度的透明性。

## 更多阅读
- Yam, K. L., "Encyclopedia of Packaging Technology", John Wiley & Sons, 2009, ISBN 978-0-470-08704-6
- ANSI/ESD S541   （页面存档备份，存于）